# 孫正男
孫正男（韓語：손정남，1958年3月11日—2008年12月），朝鮮民主主義人民共和國咸鏡北道清津人，是目前已知的脫北失敗後被捕的脫北者。
1998年1月，孫正男攜妻女逃離北韓到中國延吉市與哥哥會合，皈依基督教，2001年1月被中國警方遣返北韓並入獄。2004年獲釋後再次逃至中國見其女兒，并攜帶基督教製品回國。2006年因在會寧市的家中被查出《聖經》而再次被捕，關押於平壤。2008年在獄中去世。